# 리티카 싱
리티카 싱(힌디어: रितिका सिंह, 영어: Ritika Singh, 1994년 12월 16일 ~ )은 인도의 배우, 종합격투기 선수이다.